# 重森完途
重森 完途（しげもり かんと、1923年5月19日 - 1992年12月31日）は日本の作庭家。造園家。造園史家。庭園研究家で京都林泉協会会長等を歴任。重森三玲の長男。名前はイマヌエル・カントに由来する。
京都府京都市出身。1943年に早稲田大学文学部国文科を卒業後、兵役を経て1945年に重森三玲研究所で庭園の研究を開始するが、1955年には重森完途庭園設計研究所を設立し、設計活動を開始する。1958年より芝浦工業大学講師を兼任する。1966年、外務省文化使節としてオセアニアに派遣される。京都工芸繊維大学講師で作庭家の重森千青は息子である。

## 主な作品
- 長安寺大方丈前薬師三尊四十九燈の庭
- ホテル宍道湖庭園、1973
- 島根県庁庭園
- 山口義男氏邸庭園（東京都田無市）
- 島根県立中央病院庭園
- 松尾大社蓬莱の庭 1975
- 財団法人佐藤博物館庭園（長野県）、1978
- 出雲市立図書館庭園、1984

## 著書
- 日本庭園史大系全35巻（重森三玲と共著）
- 飛鳥・奈良・平安の庭（重森三玲と共著） 大橋治三撮影　社会思想社
- 庭の美しさ 現代教養文庫228　社会思想研究会出版部　1960年
- 蹲踞 （編著） 毎日新聞社 1984年
- 作庭と鑑賞 淡交社 1983年
- 日本の庭園芸術 1-3（編著）理工図書 1957年
- 日本の庭 -作庭編- 続 毎日新聞社 1983年
- 茶室と露地 中村昌生と共著 世界文化社
- 京都・壺庭（写真は水野克比古） 光村推古書院
- 庭園歴史散歩 平凡社 1987年
- 日本庭園の思惟 生成と鑑賞の美学 日貿出版社 1970年